# Iwan Feszczenko-Czopiwski
Iwan Adrianowicz Feszczenko-Czopiwski (ukr. Іван Адріянович Фещенко-Чопівський, ur. 20 stycznia 1884 w chutorze Czopowice na Wołyniu, zm. 2 września 1952 w Abeziu w Republice Komi) – ukraiński działacz narodowy i polityczny, a następnie inżynier metaloznawca i metalurg działający w Polsce, profesor Akademii Górniczej w Krakowie.

## Życiorys
Urodził się w rodzinie urzędnika Adriana Feszczenko-Czopiwskiego herbu Korwin. Po ukończeniu gimnazjum klasycznego w Żytomierzu podjął studia na Wydziale Chemii Politechniki Kijowskiej, które ukończył w 1908 pracą dyplomową z zakresu obróbki termicznej metali. Po uzyskaniu dyplomu otrzymał stypendium profesorskie przy Katedrze Metalurgii i Metalografii Politechniki Kijowskiej u prof. Iżewskiego. W następnym roku w tej samej katedrze objął posadę asystenta i wykładowcy. Po uzyskaniu państwowego stypendium ufundowanego przez Ministerstwo Handlu i Przemysłu wyjechał do Wrocławia, gdzie w laboratorium metalograficznym prof. Paula Oberhofera wykonał pracę na temat Teoria i praktyka procesów cementowania żelaza. Z chwilą wybuchu I wojny światowej wrócił do Kijowa, gdzie związał się z ukraińską opcją narodową. Współpracując m.in. z Symonem Petlurą, prowadził szeroką działalność organizacyjną na rzecz niezależności Ukrainy.
W nowo utworzonej Ukraińskiej Republice Ludowej zajmował stanowisko ministra przemysłu i handlu w rządzie W. Hołubowycza (24 marca – 29 kwietnia 1918), a następnie ministra gospodarstwa narodowego i wicepremiera w gabinecie S. Ostapenki (13 lutego – 9 kwietnia 1919). Z ramienia rządu ukraińskiego negocjował państwowe umowy polsko-ukraińskie. Chcąc uniknąć aresztowania, wyjechał do Rumunii, gdzie przez jakiś czas był przewodniczącym działającej na emigracji Rady Republiki.
W tym czasie dotarła do niego oferta władz polskich podjęcia pracy w Rzeczypospolitej. W 1921 Feszczenko-Czopiwski uzyskał zatrudnienie na stanowisku starszego asystenta w Politechnice Warszawskiej, gdzie w roku 1927 otrzymał tytuł doktora nauk technicznych. Jednocześnie w 1922 został zatrudniony jako profesor kontraktowy na Wydziale Hutniczym Akademii Górniczej w Krakowie, gdzie 24 lutego 1931 został habilitowany. W międzyczasie 18 sierpnia 1928 objął kierownictwo Zakładu Badawczo-Doświadczalnego Huty „Baildon” w Katowicach, z którą był związany do końca swej pracy w Polsce. Zrezygnował ze stanowiska profesora kontraktowego w AGH, jednak nadal prowadził na tej uczelni wykłady i ćwiczenia z przedmiotu „Stale specjalne”. Był też założycielem, organizatorem i pierwszym Kierownikiem Zakładu Metalografii i Obróbki Termicznej – obecnego Zakładu Metaloznawstwa i Metalurgii Proszków AGH. W roku 1937 otrzymał stanowisko profesora tytularnego tej uczelni.
6 listopada 1939 został aresztowany w czasie „Sonderaktion Krakau”. Osadzono go w więzieniu na Montelupich. Dalsze dzieje uczonego nie są dokładnie znane. Według jednych źródeł zwolniono go już 8 listopada tegoż roku. Według innych przewieziono do więzienia we Wrocławiu, po czym został osadzony w obozie koncentracyjnym Sachsenhausen. Następnie przeniesiono go do obozu w Dachau, skąd został zwolniony 8 lutego 1940. Po powrocie do Katowic został zmuszony przez okupantów do dalszej pracy w hucie.
Po wkroczeniu wojsk radzieckich do Katowic podjął decyzję o ucieczce. Zmienił ją po wizycie rzekomych przedstawicieli rządu lubelskiego, którzy zapewniali go o tym, że będzie mógł dalej pracować dla dobra nauki polskiej. W dniu 14 marca 1945 został jednak aresztowany w Katowicach przez służby radzieckie, przewieziony do Kijowa, a następnie jako wróg ustroju osądzony przez Trybunał Wojskowy NKWD i skazany na 10 lat obozu. Zmarł 2 września 1952 wskutek wycieńczenia w obozie pracy Abeź w republice Komi. Dokładną datę śmierci naukowca udało się ustalić dopiero w latach 90. Wcześniejsze publikacje na temat jego osoby podają jako datę śmierci rok 1945 lub 1949.
Profesor Feszczenko-Czopiwski całe aktywne życie zawodowe poświęcił polskiej nauce oraz polskiemu przemysłowi metalurgicznemu i zbrojeniowemu. Był naukowcem, dydaktykiem i praktykiem, a także konsultantem i doradcą Państwowych Wytwórni Uzbrojenia w Warszawie. Organizował specjalistyczne studia z zakresu metaloznawstwa, stworzył laboratoria badawcze, był pionierem wprowadzenia współpracy z przemysłem, doceniając rolę i znaczenie takiej współpracy. Był autorem ponad stu prac naukowo-badawczych dotyczących głównie stopów żelaza, stali stopowych, obróbki cieplnej i cieplno-chemicznej metali. Prace te były ogłaszane w wielu polskich czasopismach technicznych, m.in. w biuletynach zakładowych „Prace Badawcze Państwowych Wytwórni Uzbrojeń”, oraz „Prace Badawcze Huty Baildon”. Część z nich opublikowana została również w czasopismach zagranicznych. Jego dorobek naukowy obejmuje kilka monografii m.in. Cementacja żelaza, niklu i kobaltu borem i berylem, a także trzytomowy podręcznik Metaloznawstwo. Redagował również dział metaloznawczy w „Przeglądzie Technicznym”.
Był członkiem wielu krajowych i zagranicznych towarzystw naukowych, m.in. Stowarzyszenia Hutników Polskich i Stowarzyszenia Mechaników Polskich, członkiem korespondentem Akademii Nauk Technicznych w Warszawie, Russkowo Mietałłurgiczeskogo Obszczestwa, Towarzystwa Naukowego im. Szewczenki we Lwowie, Institute of Iron and Steel oraz Institute of Metals w Londynie.
I. Feszczenko-Czopiwski przez całe życie pozostał Ukraińcem i nigdy nie występował o polskie obywatelstwo. Był wyznania prawosławnego. Z małżeństwa z Zinaidą Łuniną miał córkę Irenę (1920–2012) urodzoną w Rumunii oraz syna Jerzego (1923–1988) urodzonego już w Polsce, który po emigracji do USA był lekarzem i działaczem społecznym. Córka, po mężu Bohun, do śmierci mieszkała w Katowicach. To jej staraniem w 1993 zrehabilitowano całkowicie jej ojca.
W 1996 znaleziono grób Feszczenki-Czopiwskiego w dawnym łagrze Abeź. Urna z ziemią z grobu została dostarczona na Ukrainę, gdzie uroczyście pochowano symboliczne szczątki w grobie jego ojca Adriana na miejskim cmentarzu w Żytomierzu. Nagrobek Feszczenki-Czopiwskiego jest też na Cmentarzu Prawosławnym w Sosnowcu.

## Ordery i odznaczenia
- Złoty Krzyż Zasługi (10 listopada 1933)[10]

## Upamiętnienie
Jego imieniem nazwane są ulice we Lwowie i Żytomierzu.
W dniu 26 listopada 2002 roku w pawilonie A-2 AGH w Krakowie nastąpiło uroczyste odsłonięcie tablicy poświęconej pamięci I. Feszczenki-Czopiwskiego, ufundowanej i wykonanej przez społeczność akademicką Politechniki Kijowskiej. Tablica poświęconą pamięci uczonego znajduje się również na Politechnice Lwowskiej.